# Borges (livsmedelsföretag)
Borges, bildat av makarna Antonio Pont Pont och Dolores Creus Casanovas i Tàrrega i Spanien 1896, är ett spanskt livsmedelsföretag. Borges säljer bland annat oliver, nötter och olivolja.